# Пэн Сяолянь
Пэн Сяоля́нь (кит. упр. 彭小莲, пиньинь Péng Xiǎolián; июнь 1953 — 19 июня 2019 года) — китайская писательница и кинематографистка, режиссёр, сценарист и монтажёр. Она известна рядом фильмов о Шанхае, в том числе «Однажды в Шанхае» (1998), «Шанхайская история» (2004) и «Шанхайская румба» (2006).

## Биография и карьера
Пэн родилась в июне 1953 года в уезде Чалин городского округа Чжучжоу провинции в Хунань. Выросла и прожила большую часть жизни в Шанхае. Она была младшей дочерью Пэн Байшаня (1910—1968), функционера КПК, отвечавшего в 1938—1955 годах в Шанхае за вопросы пропаганды, и его жены Чжу Вэймин.
Ещё маленьким ребёнком Сяолянь стала свидетельницей политического преследования своего отца, когда его арестовали за связь с поэтом и литературным критиком Ху Фэном. Вместе с другими сторонниками Ху он был осужден как один из основных членов «контрреволюционной клики Ху Фэна», сидел в тюрьме и трудовом лагере. Воспоминания об этой семейной трагедии были впоследствии отражены Пэн Сяолянь в новелле 1987 года «На моей спине», рассказе 1997 года «К тому далекому месту» и в документальном фильме 2009 года «Шторм под солнцем», снятом ею совместно с Луизой Вэй.
Когда в 1966 году началась культурная революция, её мать также подверглась жестокому обращению со стороны хунвэйбинов. Очередная потеря пришла в семью в 1968 году, когда её отца забили до смерти. Спустя годы Пэн описывала эти годы хаоса и их последствиях в своих произведениях, в частности, в романе «Шанхайская история» и новеллах «Держа в руках книгу, которую я читаю каждый день» и «Четыре сезона детства».
Как и миллионы других горожан её поколения, она была отправлена в деревню для «перевоспитания» крестьянами во время культурной революции и провела девять лет в сельской местности провинции Цзянси. Там не менее писательница особо не писала об этом периоде, за исключением «Пылающих связей».
После окончания культурной революции Пэн в 1978 году поступила в Пекинскую киноакадемию и училась там режиссуре на одном потоке с Ли Шаохуном, Чэнь Кайгэ, Тянь Чжуанчжуаном и другими молодыми кинематографистами, которые позже стали известны как режиссеры Пятого Поколения.
После окончания Пекинской киноакадемии в 1982 году Пэн была распределена на работу в Шанхайскую киностудию, начав свою кинокарьеру с выполнения обязанностей помощника режиссера. Три года спустя ей доверили снимать фильм «Я и мои одноклассники». Фильм имел успех и был удостоен награды в категории «Лучший детский фильм» премии «Золотой петух» 1987 года.. В качестве поощрения ей разрешили поставить фильм, который она мечтала снять сама — «Женскую историю» (1988). Этот фильм принёс ей международную известность, как за счёт участия в фестивалях, включая Международный фестиваль женского кино в Кретейле и Международный кинофестиваль на Гавайях, так и благодаря высокой оценке кинокритиками его сильного женского взгляда и изображения китайских женщин в сельских условиях.
В 1989 году Пэн получила награду за сценарий «Трудная правда» на Роттердамском кинофестивале, однако её работа в Китае стала сложнее из-за ужесточения идеологии. Успех её первых двух фильмов помог ей получить стипендию Рокфеллера, и Пэн поступила магистерскую программу Нью-Йоркский университет, окончив его в 1996 году. Хотя она не сняла ни одного фильма в Нью-Йорке, её опыт жизни в США вдохновил многие её книги, в том числе новеллы «Площадь Абингдон», «Пылающие связи» и «Капля бараньего дерьма», сюжет который происходит в Нью-Йорке, а также «Возвращение изгнанника» и «По дороге домой» — все собранные в её сборнике новелл «По дороге домой».
Вернувшись в Китай в 1996 году, Пэн совместно с Го Линлином написала сценарий фильма Хуан Шуцинь «Мой папочка». Вместе с Чжу Бинь она сняла свой первый триллер «Убийство собак» (1996).
В последующее десятилетие она сняла серию фильмов о Шанхае. «Однажды в Шанхае» (1998), исторический фильм о Шанхайской кампании 1949 года, был удостоен премии «Лучший фильм» премии Хуабяо. Картина "Женщины Шанхая" (2002) показала современную жизнь женщин в быстро меняющемся городе. «Шанхайская история» (2004), в которой рассказывается о превратностях жизни буржуазной семьи с 1920-х по 1990-е годы, получила премию «Золотой петух» в четырёх категориях, включая "лучший фильм" и "лучшую режиссуру". Фильм "Шанхайская румба" (2006) рассказывал о романе знаменитой пары кинозвезд Чжао Даня и Хуан Цзунъин Эти фильмы сделали её известной фигурой в экранизации культуры Шанхая.. Она также сняла детский мультфильм «Волшебный зонтик Кеке» (2000).
В 2009 году Пэн совместно с Луизой Вэй сняла документальный фильм «Буря под солнцем» о расследовании дела Ху Фэна, фигурантом и жертвой которого был её собственный отец. Пэн и Вэй задействовали в документальной ленте 26 человек, которых ранее осудили как «контрреволюционеров» за связь с Ху Фэном.
В 2013 у Пэн был диагностирован рак молочной железы. После прохождения химиотерапии её здоровье временно улучшилось, и она начала писать книгу о своем отце под названием «Четыре сезона детства», планируя впоследствии её экранизировать. Она также провела два года в написании книги «Редактор Чжун Шухэ — документальный фильм на бумаге» об издателе Чжун Шухэ. Однако её здоровье снова ухудшилось в ноябре 2018 года, прежде чем она смогла завершить какой-либо из проектов. Пэн Сяолянь умерла 19 июня 2019 года в Шанхае в возрасте 66 лет.

## Фильмография
| Год  | Русское название       | Оригинальное и международное названия | Функции                                  | Фестивали и премии                       | Категории                                          | Результат | Ссылки       |
| ---- | ---------------------- | ------------------------------------- | ---------------------------------------- | ---------------------------------------- | -------------------------------------------------- | --------- | ------------ |
| 1986 | Я и мои одноклассники  | 我和我的同学们                        | режиссёр                                 | Золотой петух                            | Лучший детский художественный фильм                | Победа    | [ 5 ] [ 21 ] |
| 1986 | Я и мои одноклассники  | 我和我的同学们                        | режиссёр                                 | Детская премия [уточнить]                | Лучший художественный фильм                        | Победа    | [ 5 ] [ 21 ] |
| 1986 | Я и мои одноклассники  | 我和我的同学们                        | режиссёр                                 | Детская премия [уточнить]                | Лучший фильм для детей и юношества                 | Победа    | [ 5 ] [ 21 ] |
| 1989 | Женская история        | 女人的故事 Women’s Story              | режиссёр                                 | Туринский кинофестиваль молодёжного кино | Премия города Турина за лучший фильм               | Номинация | [ 19 ]       |
| 1996 | Убийство собаки        | 犬杀                                  | режиссёр (совм. с Чжу Бинь)              | Золотой петух                            | Лучший монтаж                                      | Номинация | [ 17 ]       |
| 1998 | Однажды в Шанхае       | 上海纪事 Once Upon a Time in Shanghai | режиссёр, сценарист                      | Премия Хуабяо                            | Лучший фильм                                       | Победа    | [ 18 ]       |
| 2000 | Волшебный зонтик Кеке  | 可可的魔伞 Keke’s Magic Umbrella      | режиссёр                                 |                                          |                                                    |           | [ 19 ]       |
| 2001 | Красная хурма          | 满山红柿 Red Persimmons               | режиссёр, монтажёр                       |                                          |                                                    |           | [ 22 ]       |
| 2002 | Шанхайские женщины     | 假装没感觉 Shanghai Women             | режиссёр                                 | Каирский международный кинофестиваль     | «Золотая пирамида» за лучший художественный фильм  | Номинация | [ 19 ]       |
| 2002 | Шанхайские женщины     | 假装没感觉 Shanghai Women             | режиссёр                                 | Кинофестиваль трёх континентов           | «Золотой монгольфьер» за лучший фильм              | Номинация | [ 19 ]       |
| 2002 | Шанхайские женщины     | 假装没感觉 Shanghai Women             | режиссёр                                 | Кинофестиваль трёх континентов           | Лучшая женская роль                                | Победа    | [ 19 ]       |
| 2002 | Шанхайские женщины     | 假装没感觉 Shanghai Women             | режиссёр                                 | Chinese Film Media Awards                | Лучшая режиссура (континентальный Китай)           | Номинация | [ 19 ]       |
| 2002 | Шанхайские женщины     | 假装没感觉 Shanghai Women             | режиссёр                                 | Chinese Film Media Awards                | Лучшая мужская роль (континентальный Китай)        | Номинация | [ 19 ]       |
| 2002 | Шанхайские женщины     | 假装没感觉 Shanghai Women             | режиссёр                                 | Chinese Film Media Awards                | Лучшая женская роль (континентальный Китай)        | Номинация | [ 19 ]       |
| 2004 | Шанхайская история     | 美丽上海 Shanghai Story               | режиссёр, сценарист, монтажёр            | Золотой петух                            | Лучшая работа художника-постановщика               | Номинация | [ 5 ]        |
| 2004 | Шанхайская история     | 美丽上海 Shanghai Story               | режиссёр, сценарист, монтажёр            | Золотой петух                            | Лучший сценарий                                    | Номинация | [ 5 ]        |
| 2004 | Шанхайская история     | 美丽上海 Shanghai Story               | режиссёр, сценарист, монтажёр            | Золотой петух                            | Лучший фильм                                       | Победа    | [ 5 ]        |
| 2004 | Шанхайская история     | 美丽上海 Shanghai Story               | режиссёр, сценарист, монтажёр            | Золотой петух                            | Лучшая режиссура                                   | Победа    | [ 5 ]        |
| 2004 | Шанхайская история     | 美丽上海 Shanghai Story               | режиссёр, сценарист, монтажёр            | Золотой петух                            | Лучшая мужская роль второго плана                  | Победа    | [ 5 ]        |
| 2004 | Шанхайская история     | 美丽上海 Shanghai Story               | режиссёр, сценарист, монтажёр            | Золотой петух                            | Лучшая женская роль                                | Победа    | [ 5 ]        |
| 2004 | Шанхайская история     | 美丽上海 Shanghai Story               | режиссёр, сценарист, монтажёр            | Шанхайский международный кинофестиваль   | Лучший фильм                                       | Номинация | [ 5 ]        |
| 2004 | Шанхайская история     | 美丽上海 Shanghai Story               | режиссёр, сценарист, монтажёр            | Шанхайский международный кинофестиваль   | Лучшая женская роль                                | Победа    | [ 5 ]        |
| 2004 | Шанхайская история     | 美丽上海 Shanghai Story               | режиссёр, сценарист, монтажёр            | Shanghai Film Critics Awards             | Film of Merit                                      | Победа    | [ 5 ]        |
| 2004 | Шанхайская история     | 美丽上海 Shanghai Story               | режиссёр, сценарист, монтажёр            | Shanghai Film Critics Awards             | Лучшая режиссура                                   | Победа    | [ 5 ]        |
| 2006 | Шанхайская румба       | 上海伦巴                              | режиссёр, сценарист                      | Пекинский студенческий киновестиваль     | лучшая мужская роль по выбору студенческого жюри   | Победа    | [ 5 ]        |
| 2009 | Буря под солнцем       | 红日风暴 Storm Under the Sun          | режиссёр, сценарист (совм. с Луизой Вэй) |                                          |                                                    |           | [ 9 ]        |
| 2017 | Пожалуйста, по́мни меня | 请你记住我 Please Remember Me         | режиссёр, сценарист                      | Международный фестиваль в Пинъяо         | Премия зрительских симпатий за лучший фильм        | Победа    | [ 17 ]       |
| 2017 | Пожалуйста, по́мни меня | 请你记住我 Please Remember Me         | режиссёр, сценарист                      | Международный фестиваль в Пинъяо         | Премия зрительских симпатий за лучшую женскую роль | Победа    | [ 17 ]       |